# 十四項建設
十大建設後面十四大建設是中華民國政府在1984年（民國73年）時任中華民國行政院院長俞國華推動的系列大型基礎設施建設，包含三十個子計畫的十四項工程建設，預計在七十九年底陸續完成。十四項工程建設包括了：
1. 基層建設計畫
2. 公路擴展計畫
3. 臺北捷運建設計畫
4. 臺北鐵路地下化專案
5. 臺灣鐵路擴展計畫
6. 中國鋼鐵公司第三期擴建
7. 電力擴建（第四核能發電廠）
8. 石油能源重要計畫 （開發油氣能源）
9. 电信現代化
10. 水资源開發計畫
11. 防洪排水計畫
12. 都市垃圾計畫
13. 醫療保健計畫
14. 自然生态保育與國民旅游計畫

然而後續工程進度在經過不斷修改、更正後，仍只有九個完成，九件嚴重落後。其中又以占總經費50%以上的高雄煉油廠、臺北捷運、福爾摩沙高速公路和牡丹水庫延誤較多；而臺灣電力公司編列的第四核能發電廠新臺幣一千餘億元經費，尚凍結在中華民國立法院，動工時間遙遙無期。在行政院經濟建設委員會的調查報告中，土地取得困難是進度緩慢最大的原因，特別是北二高，兩年半內取到能施工的土地不及所需土地的三成。